# Discografia delle Spice Girls
Questa pagina contiene tutte le pubblicazioni ufficiali del gruppo musicale britannico Spice Girls. Hanno pubblicato in tutto quattro album (uno dei quali è una raccolta di tutti i singoli), undici singoli di grande successo mondiale, sedici video musicali e alcune pubblicazioni promozionali. Le Spice Girls sono il gruppo femminile più conosciuto a livello globale e anche per le vendite, con oltre 100 milioni di copie vendute.

## Album
| Anno | Informazioni                                                                      | Classifiche | Classifiche | Classifiche | Classifiche | Classifiche | Classifiche | Classifiche | Classifiche | Classifiche | Classifiche | Classifiche | Classifiche | Classifiche | Classifiche | Classifiche | Classifiche | Classifiche | Classifiche | Certificazioni |
| Anno | Informazioni                                                                      | UK          | USA         | CAN         | AUS         | NZL         | JPN         | GER         | FRA         | ITA         | SUI         | AUT         | BRA         | ESP         | NOR         | SWE         | NED         | FIN         | IRL         | Certificazioni |
| ---- | --------------------------------------------------------------------------------- | ----------- | ----------- | ----------- | ----------- | ----------- | ----------- | ----------- | ----------- | ----------- | ----------- | ----------- | ----------- | ----------- | ----------- | ----------- | ----------- | ----------- | ----------- | --- |
| 1996 | Spice - Primo album - Uscita: novembre 1996 - Formati: CD, MC, LP, MD             | 1           | 1           | 1           | 3           | 1           | 1           | 6           | 1           | 2           | 5           | 1           | 1           | 1           | 1           | 1           | 1           | 1           | 1           | - Australia: 6×Platino - Brasile: 2×Platino - Canada: Diamante - Europa: 9×Platino - Francia: Diamante - Germania: 3×Platino - Olanda: 3×Platino - Polonia: 4×Platino - Spagna: 10×Platino - Regno Unito: 10×Platino - Stati Uniti: 8×Platino |
| 1997 | Spiceworld - Secondo album - Uscita: Novembre 1997 - Formati: CD, MC, LP, MD      | 1           | 3           | 2           | 2           | 1           | 6           | 4           | 2           | 2           | 2           | 1           | 1           | 3           | 1           | 3           | 1           | 1           | 1           | - Australia: 6×Platino - Brasile: Platino - Canada: Diamante - Europa: 5×Platino - Francia: 2×Platino - Germania: Platino - Olanda: Platino - Polonia: 3×Platino - Spagna: 3×Platino - Regno Unito: 5×Platino - Stati Uniti: 4×Platino        |
| 2000 | Forever - Terzo album - Uscita: Novembre 2000 - Formato: CD, MC, MD               | 2           | 39          | 6           | 9           | 25          | 12          | 6           | 43          | 11          | 11          | 10          | 1           | 26          | 26          | 24          | 14          | 24          | 15          | - Brasile: Oro - Canada: 2×Platino - Germania: Platino - Olanda: Platino - Spagna: Oro - Regno Unito: Platino |
| 2007 | Greatest Hits - Raccolta - Uscita: Novembre 2007 - Formati: CD, Download Digitale | 2           | 93          | 11          | 1           | 15          | 18          | 50          | 31          | 20          | 52          | 74          | 13          | 23          | 41          | 58          | 73          | -           | 8           | - Australia: Platino - Brasile: Oro - Canada: Oro - Regno Unito: 2xPlatino - Stati Uniti: Oro |

## Singoli
| Anno | Titolo                                        | Posizione | Posizione | Posizione | Posizione | Posizione | Posizione | Posizione | Posizione | Posizione | Posizione | Posizione | Posizione | Posizione | Posizione | Posizione | Posizione | Posizione |
| Anno | Titolo                                        | UK        | IRE       | U.S.      | EUR       | CAN       | GER       | FRA       | NET       | ITA       | AUT       | SPA       | SWI       | SWE       | FIN       | AUS       | NZ        | PHI       |
| ---- | --------------------------------------------- | --------- | --------- | --------- | --------- | --------- | --------- | --------- | --------- | --------- | --------- | --------- | --------- | --------- | --------- | --------- | --------- | --------- |
| 1996 | Wannabe                                       | 1         | 1         | 1         | 1         | 1         | 1         | 1         | 1         | 1         | 2         | 1         | 1         | 1         | 1         | 1         | 1         | 1         |
| 1996 | Say You'll Be There                           | 1         | 2         | 3         | 1         | 1         | 16        | 2         | 6         | 1         | 7         | 2         | 4         | 4         | 1         | 12        | 2         | 1         |
| 1996 | 2 Become 1                                    | 1         | 1         | 4         | 3         | 2         | 13        | 4         | 3         | 1         | 9         | 1         | 10        | 7         | 9         | 2         | 3         | 1         |
| 1997 | Mama/Who Do You Think You Are                 | 1         | 1         | ~         | 3         | ~         | 4         | 16        | 2         | 1         | 1         | 9         | 6         | 5         | 15        | 13        | 6         | 1         |
| 1997 | Spice Up Your Life                            | 1         | 2         | 18        | 3         | 2         | 14        | 3         | 2         | 2         | 12        | 1         | 5         | 2         | 2         | 8         | 2         | 1         |
| 1997 | Too Much                                      | 1         | 4         | 9         | 3         | 9         | 21        | 20        | 15        | 10        | 15        | 9         | 18        | 18        | 3         | 9         | 9         | 1         |
| 1998 | Stop                                          | 2         | 3         | 16        | 6         | 3         | 35        | 12        | 6         | 15        | 12        | -         | 20        | 8         | 6         | 5         | 9         | 1         |
| 1998 | Viva Forever                                  | 1         | 2         | ~         | 2         | ~         | 4         | 18        | 7         | 2         | 4         | ~         | 3         | 6         | ~         | 2         | 1         | 1         |
| 1998 | Goodbye                                       | 1         | 1         | 11        | 2         | 1         | 17        | 21        | 4         | 1         | 13        | 8         | 8         | 2         | 2         | 3         | 1         | 1         |
| 2000 | Holler/Let Love Lead the Way (Doppia A-side)  | 1         | 3         | ~         | 2         | 5         | 17        | 44        | 15        | 3         | 24        | 5         | 15        | 8         | 6         | 2         | 2         | 1         |
| 2000 | Let Love Lead the Way (Pubblicazione singola) | --        | --        | --        | 2         | 5         | --        | --        | --        | 31        | --        | --        | --        | --        | --        | --        | --        | 1         |
| 2007 | Headlines (Friendship Never Ends)             | 11        | 29        | 90        | 14        | 42        | 46        | --        | 52        | 2         | --        | 2         | --        | 3         | --        | 74        | --        | 9         |

Legenda:
- ~ Indica che quel singolo non è stato realizzato in quel paese.
- -- "Mama" / "Who Do You Think You Are?" and "Holler" / "Let Love Lead The Way" sono stati realizzati, in alcuni mercati, come doppi singoli, ma in altri le canzoni sono state distribuite in modo indipendente l'una dall'altra.
- ^ indica che la canzone non è entrata nella classifica US.

### Certificazioni di vendita
| Titolo                         | Certificazione | Certificazione |
| Titolo                         | UK             | US             |
| ------------------------------ | -------------- | -------------- |
| Wannabe                        | Platino*       | Platino        |
| Say You'll Be There            | Platino        | Oro            |
| 2 Become 1                     | Platino        | Oro            |
| Mama/Who Do You Think You Are? | Platino        |                |
| Spice Up Your Life             | Platino        | Oro            |
| Too Much                       | Platino        |                |
| Stop                           | Argento        |                |
| Viva Forever                   | Platino        |                |
| Goodbye                        | Platino        | Oro            |
| Holler/Let Love Lead the Way   | Argento        |                |

### B-sides
| Anno | Titolo                                                        | Contenuto in                   |
| ---- | ------------------------------------------------------------- | ------------------------------ |
| 1996 | Bumper to Bumper                                              | Wannabe                        |
| 1996 | Take Me Home                                                  | Say You'll Be There            |
| 1996 | One of These Girls                                            | 2 Become 1                     |
| 1996 | Sleigh Ride                                                   | 2 Become 1                     |
| 1997 | Baby Come Round                                               | Mama/Who Do You Think You Are? |
| 1997 | Spice Invaders                                                | Spice Up Your Life             |
| 1997 | Outer Space Girls                                             | Too Much                       |
| 1997 | Walk of Life                                                  | Too Much                       |
| 1997 | Ain't No Stoppin' Us Now with Luther Vandross                 | Stop                           |
| 1998 | Love Thing (Live in Istanbul)                                 | Stop                           |
| 1998 | Mama (Live in Istanbul)                                       | Stop                           |
| 1998 | Something Kinda Funny (Live in Istanbul)                      | Stop                           |
| 1998 | Christmas Wrapping                                            | Goodbye                        |
| 1998 | Sisters Are Doing It for Themselves (Live at Wembley Stadium) | Goodbye                        |
| 1998 | We Are Family (Live at Wembley Stadium)                       | Goodbye                        |

## Altre pubblicazioni
| Anno | Titolo                                       | Note |
| ---- | -------------------------------------------- | --- |
| 1997 | Step To Me                                   | CD esclusivo promosso da Pepsi nel luglio del 1997, per averlo era necessario collezionare 20 bollini e spedirli per ricevere in regalo il disco.                                               |
| 1997 | Move Over (Generation Next) Live             | Secondo cd esclusivo da Pepsi. I fan dovevano collezionare 18 bollini e spedirli per avere in omaggio il disco.                                                                                 |
| 1998 | (How Does It Feel to Be) On Top of the World | È la canzone ufficiale inglese per i mondiali di calcio del 1998. Realizzato il 1º giugno 1998 raggiunge la posizione numero 9 della classifica inglese e rimase 9 settimane in Top75.          |
| 1999 | It's Only Rock 'N' Roll                      | Singolo di beneficenza da un'idea di Mick Jagger, vi partecipavano 20 artisti tra cui le Spice Girls. Realizzato il 13 dicembre 1999, arrivò alla posizione numero 19 della classifica inglese. |
| 2000 | Tell Me Why                                  | Originalmente programmato come secondo singolo estratto da Forever, ma mai pubblicato. Il CD promo era in circolazione con la versione radio e quattro remix.                                   |
| 2000 | If You Wanna Have Some Fun                   | Avrebbe dovuto essere il terzo singolo estratto da Forever, ma non è mai stato pubblicato. |
| 2000 | Weekend Love                                 | Il terzo singolo promo di quell'anno. È il più raro di tutti e reperibile solo in Asia |

## Videografia

### Video musicali
| Anno | Singolo                                                                   | Regia             |
| ---- | ------------------------------------------------------------------------- | ----------------- |
| 1996 | "Wannabe"                                                                 | Jhoan Camitz      |
| 1996 | "Say You'll Be There"                                                     | Vaughan Arnell    |
| 1996 | "2 Become 1"                                                              | Big TV!           |
| 1997 | "Mama"                                                                    | Big TV!           |
| 1997 | "Who Do You Think You Are"                                                | Greg Masuak       |
| 1997 | "Who Do You Think You Are" (versione comic)                               | Greg Masuak       |
| 1997 | "Spice Up Your Life"                                                      | Marcus Nispel     |
| 1997 | "Too Much"                                                                | Howard Greenhalgh |
| 1998 | "Stop"                                                                    | James Brown       |
| 1998 | "(How Does it Feel to be) On Top of the World)" (parte di England United) | Greg Masuak       |
| 1998 | "Viva Forever"                                                            | Steve Box         |
| 1998 | "Goodbye"                                                                 | Howard Greenhalgh |
| 2000 | "Holler"                                                                  | Jake Nava         |
| 2000 | "Let Love Lead the Way"                                                   | Greg Masuak       |
| 2000 | "If You Wanna Have Some Fun" (una raccolta dei precedenti video)          |                   |
| 2007 | "Headlines (Friendship Never Ends)"                                       | Anthony Mandler   |

### Videocassette
| Info |
| Girl Power! Live in Istanbul - Pubblicato: 1º dicembre 1997. - Durata: -- - Protagoniste: Victoria Beckham, Melanie Brown, Emma Bunton, Melanie Chisholm e Geri Halliwell. - Descrizione: Contiene le immagini del primo concerto del gruppo al Abdi Ipecki Stadium di Istanbul, in Turchia, il 13 ottobre 1997. La scaletta include If U Can't Dance, Who Do You Think You Are?, Something Kinda Funny, Saturday Night Divas, Say You'll Be There, Step to Me, Naked, 2 Become 1, Stop, Too Much, Spice Up Your Life, Love Thing, Mama, Move Over e Wannabe. - Special: Dietro le quinte dello spettacolo e interviste alle Spice Girls - Certificazione RIAA: Platino (per le 100 000 copie vendute in USA) |
| Live at Wembley Stadium - Pubblicato: 16 novembre 1998 - Durata: -- - Protagoniste: Victoria Adams, Melanie Brown, Emma Bunton e Melanie Chisholm. - Description: Contiene un intero concerto al Wembley Stadium. la scaletta include If U Can't Dance, Who Do You Think You Are?, Something Kinda Funny, Do It, Too Much, Stop, Where Did Our Love Go?, Love Thing, Lady Is A Vamp, Say You'll Be There, Naked, 2 Become 1, Sisters (Are Doin'It For Themselves), Wannabe, Spice Up Your Life, Mama, Viva Forever, Never Give Up On The Good Times, We Are Family - Special: intervista speciale con le Spice Girls - RIAA Certificazione: Platinum (per la vendita di 100 000 copie in USA) - Comments: È stato registrato al Wembley Stadium il 20 settembre 1998. Era l'ultima tappa dello Spiceworld Tour, del quale hanno realizzato almeno 100 tappe tra Europa e Nord America. |